# いばらきサッカーフェスティバル
いばらきサッカーフェスティバルは、日本プロサッカーリーグ（Jリーグ）に加盟する鹿島アントラーズと水戸ホーリーホックの間でシーズン開幕前に行われるプレシーズンマッチである。両チームのホームスタジアムで開催される。

## 概要
2004年の天皇杯で両チームの対戦がはじめて実現し、その翌シーズンの2005年から開始された。
2005年、2006、2008年は茨城県立カシマサッカースタジアムで開催されたが、2007年は初めて水戸の当時の本拠地である笠松運動公園陸上競技場で開催された。2010年は同じく水戸がこの年から本格的にホームスタジアムとして使用を開始したケーズデンキスタジアム水戸で開催された。また、この年以降、1年ごとにホーム開催を交互に行うことになった。
原則として開幕の前週に行われるが、鹿島がスーパーカップに出場する場合はさらに前の週となる。
2012年までは鹿島の全勝で、水戸の得点は2006年の1得点のみだったが、2013年に7年ぶりのゴールと共に初めて引き分けると、2022年には水戸が初めて勝利した。
2020年は茨城県水戸市に本店を置く衣料品小売業のアダストリアが冠スポンサーとなり、「ADASTRIA いばらきサッカーフェスティバル」として開催された。
2014年は開催日前日の降雪の影響により、また2021年は新型コロナウイルス感染拡大の影響でそれぞれ中止となった。その代わりに鹿島と水戸の無観客での練習試合が開幕前週の2月21日にカシマスタジアムで行われ、両クラブのファンクラブ会員限定で配信された。結果は鹿島が2-1で水戸に勝利。

### 主催・主管団体
- 主催：公益財団法人日本サッカー協会[5]、公益社団法人日本プロサッカーリーグ[5]
- 共催：公益財団法人茨城県サッカー協会[5]
- 主管：株式会社鹿島アントラーズ・エフ・シー（鹿島ホームゲーム時）[6]、株式会社フットボールクラブ水戸ホーリーホック（水戸ホームゲーム時）[5]

## 試合結果
2025年大会終了時点の成績：

■鹿島アントラーズ：15勝2分2敗

■水戸ホーリーホック：2勝2分15敗
| 回                                                         | 年     | ホーム | スコア | アウェイ | 会場   | 観客数 |
| ---------------------------------------------------------- | ------ | ------ | ------ | -------- | ------ | ------ |
| 第1回                                                      | 2005年 | 鹿島   | 2 - 0  | 水戸     | カシマ | 10,430 |
| 第2回                                                      | 2006年 | 鹿島   | 2 - 1  | 水戸     | カシマ | 7,289  |
| 第3回                                                      | 2007年 | 水戸   | 0 - 4  | 鹿島     | 笠松   | 8,823  |
| 第4回                                                      | 2008年 | 鹿島   | 3 - 0  | 水戸     | カシマ | 7,012  |
| 第5回                                                      | 2009年 | 鹿島   | 4 - 0  | 水戸     | カシマ | 7,454  |
| 第6回                                                      | 2010年 | 水戸   | 0 - 2  | 鹿島     | Ksスタ | 8,518  |
| 第7回                                                      | 2011年 | 鹿島   | 3 - 0  | 水戸     | カシマ | 7,189  |
| 第8回                                                      | 2012年 | 水戸   | 0 - 1  | 鹿島     | Ksスタ | 6,787  |
| 第9回                                                      | 2013年 | 鹿島   | 2 - 2  | 水戸     | カシマ | 9,576  |
| 第10回（2014年）は悪天候のため中止。                       |        |        |        |          |        |        |
| 第11回                                                     | 2015年 | 鹿島   | 3 - 1  | 水戸     | カシマ | 6,700  |
| 第12回                                                     | 2016年 | 鹿島   | 2 - 1  | 水戸     | カシマ | 9,802  |
| 第13回                                                     | 2017年 | 水戸   | 0 - 3  | 鹿島     | Ksスタ | 8,837  |
| 第14回                                                     | 2018年 | 水戸   | 3 - 4  | 鹿島     | Ksスタ | 8,905  |
| 第15回                                                     | 2019年 | 鹿島   | 1 - 0  | 水戸     | カシマ | 4,608  |
| 第16回                                                     | 2020年 | 水戸   | 0 - 1  | 鹿島     | Ksスタ | 9,378  |
| 第17回（2021年）は新型コロナウイルス感染拡大の影響で中止。 |        |        |        |          |        |        |
| 第18回                                                     | 2022年 | 鹿島   | 0 - 1  | 水戸     | カシマ | 6,374  |
| 第19回                                                     | 2023年 | 水戸   | 2 - 0  | 鹿島     | Ksスタ | 9,849  |
| 第20回                                                     | 2024年 | 鹿島   | 1 - 0  | 水戸     | カシマ | 11,106 |
| 第21回                                                     | 2025年 | 水戸   | 1 - 1  | 鹿島     | Ksスタ | 10,505 |

## 中継
同大会が行われる際、以下の放送局が中継を実施することがある。
テレビ
- スカパー!
- NHK水戸放送局

ラジオ
- LuckyFM茨城放送
- エフエムかしま